# Microcharops longiterebra
Microcharops longiterebra är en stekelart som beskrevs av Gupta 1987. Microcharops longiterebra ingår i släktet Microcharops och familjen brokparasitsteklar. Inga underarter finns listade i Catalogue of Life.